# Franz Ehrke
Franz Ehrke (* 20. September 1921 in Prenzlau; † 16. Februar 2021) war ein deutscher Politiker (SPD).

## Leben
Ehrke war in einer Volksschule in Swinemünde und besuchte von 1936 bis 1939 eine Handelsschule in Stettin. Er lernte zunächst als Industriekaufmann. Im Zweiten Weltkrieg wurde er 1941 von der Wehrmacht eingezogen und geriet in britische Kriegsgefangenschaft.
Von 1946 bis 1960 war er kaufmännischer Angestellter bei der BEWAG. Anschließend wurde er Abteilungsleiter bei der Deutschen Klassenlotterie Berlin, deren Vorstandsmitglied er von 1965 bis 1984 war.

## Politik
Ehrke trat 1949 der SPD bei, vor allem in Spandau war er politisch aktiv. Im März 1955 rückte er für den Spandauer Bezirksbürgermeister Georg Ramin in das Abgeordnetenhaus von Berlin nach. 1977 wurde Ehrke Fraktionsvorsitzender, bis er im Juni 1981 nach 26 Jahren aus dem Parlament ausschied.

## Ehrungen
- 1983: Ernst-Reuter-Plakette
- 1986: Stadtältester von Berlin